# Государственные трудовые сберегательные кассы СССР
Государственные трудовые сберегательные кассы СССР (Гострудсберкассы) — специализированный государственный банк СССР, в задачи которого входило привлечение свободных денежных средств населения и их размещение в виде государственных внутренних займов, осуществление расчётно-кассового обслуживания населения и организаций и другие операции, предусмотренные уставом банка.

## История
На территории РСФСР сберегательные кассы были учреждены постановлением СНК РСФСР от 26 декабря 1922 года. Впоследствии Положением о Государственных трудовых сберегательных кассах Союза Советских Социалистических Республик, принятым постановлением ЦИК СССР и СНК СССР 27 ноября 1925 года, были образованы Гострудсберкассы СССР.
Кассы учреждались с целью предоставить населению возможность хранить и накапливать деньги с наращением процентов. Государственные трудовые сберегательные кассы находились в ведении Наркомфина. Наименования: «сберегательная касса» и «сберегательная книжка» были присвоены исключительно государственным трудовым сберегательным кассам и выпускаемым ими книжкам. Никакое иное учреждение, государственное или частное, не могло пользоваться данными наименованиями.
С целью привлечения вкладчиков и увеличения суммы вкладов в 1926—1930 годах проводились так называемые «двухнедельники сбережений». В результате проведённого в сентябре 1927 года всесоюзного двухнедельника сбережений число вкладчиков сберегательных касс увеличилось на 500 тысяч, а сумма вкладов — почти на 30 млн рублей.
Банк действовал на основе устава, утверждённого Советом Министров СССР 20 ноября 1948 года. До 1963 года сберегательные кассы находились в ведении Министерства финансов СССР. С 1 января 1963 года кредитное учреждение было передано в ведение Госбанка СССР.

### Коммерциализация банковской системы СССР
В 1987 году началась реформа банковской системы в СССР, основной целью которой был переход банков на коммерческую основу. Разработчики реформы посчитали, что приток денежных средств в государственный бюджет от предприятий может быть ограниченным. Поэтому важным источником наполнения бюджета должны были стать деньги населения. В стремлении расширять внедрение «рыночных элементов» в плановую советскую экономику под предлогом того, что система Государственных трудовых сберегательных касс СССР находится в неудовлетворительном состоянии и не может нормально обслуживать возрастающие потребности населения, Центральный комитет КПСС и Совет министров СССР приняли решение о реорганизации системы Гострудсберкасс и образовании Банка трудовых сбережений и кредитования населения СССР (Сбербанк).
Постановлением Верховного Совета СССР от 11 декабря 1990 года № 1830-1 «О введении в действие Закона СССР „О государственном банке СССР“ и Закона СССР „О банках и банковской деятельности“» предусматривалось, что Сбербанк СССР остается в собственности Союза ССР. Передача учреждений Сбербанка СССР в собственность республик и образование на их основе сберегательных банков республик, независимых от Сбербанка СССР, могла производиться при условии принятия республиками части государственного долга, профинансированной за счет средств населения во вкладах на соответствующей территории. В реальности при распаде СССР это сделано не было, весь внешний долг Советского Союза в размере 96,6 миллиарда долларов приняла на себя Россия после 1993 года.
Закон «О банках и банковской деятельности» разрешил принимать вклады от населения коммерческим банкам, самостоятельно устанавливая для этого условия, и обязал банки «использовать привлеченные средства таким образом, чтобы обеспечить сохранность средств и своевременность исполнения обязательств перед вкладчиками». Установив, что государство только регулирует деятельность коммерческих банков, но не отвечает по их обязательствам, закон сделал исключение для Сбербанка СССР как специализированного учреждения по привлечению денежных средств населения, деятельность которого гарантируется Госбанком СССР. Для сохранности и своевременности возврата вкладов закон предусматривал возможность их размещения в долговых обязательств СССР и союзных республик (ст. 38). Эту же возможность закон давал республиканским учреждениям Сбербанка, по согласованию с центральным банком соответствующей республики.

#### Конфискация вкладов в Сбербанке
Сбережения населения СССР в Сбербанке на 1990 год составляли 369 млрд руб., или более трети ВВП. С началом инфляционных процессов в 1991 году их доля в ВВП снизилась до чуть более четверти, однако за два последующих года были фактически полностью уничтожены. В 1990 году средства на счетах в Сбербанке СССР Совет министров СССР под руководством Н. И. Рыжкова изъял и направил на финансирование дефицита бюджета Союза ССР, возникшего из-за внедрения рыночных элементов в плановую экономику и отмены монополии внешней торговли.
15 апреля 1991 года руководитель Госбанка СССР Виктор Геращенко сообщил правительству, что за использование кредитных ресурсов (в том числе полученных от Сбербанка) будет начисляться плата в размере 5 % годовых, тогда как годовая инфляция достигала уже 95 %. Уже тогда реальная процентная ставка за пользование сбережений граждан стала резко отрицательной, а к концу 1991 года индекс потребительских цен в России подскочил до 168 %, ещё больше увеличив разрыв между номинальной ставкой по займам и инфляцией.
Либерализация цен правительством Гайдара 2 января 1992 года подстегнула в 1992 году индекс инфляции до 2608 %. При этом за средства, заимствованные правительством у Сбербанка, на 10 апреля 1992 года платили по прежней ставке — 5 %. К 29 июня 1992 года её подняли до 15 %, хотя даже официальная учетная ставка Центробанка (по кредитам коммерческим банкам) уже достигла 80 %. К 22 октября 1992 года ставку Минфина по кредитам Сбербанка подняли только до 45 % годовых. Таким образом, покупательная способность вкладов населения в Сбербанке на 31 декабря 1991 года (и увеличенных с 30 марта 1991 года на размер 40%-ной «горбачевской компенсации» при повышении розничных цен), за год сократилась более чем на 94 %. А с момента, когда сбережения граждан были заимствованы правительством, они сохранили чуть более 2 % от своей величины (на декабрь 1990 года).
В 1995 президент Ельцин подписал закон «О восстановлении и защите сбережений населения РФ». Закон ежегодно откладывается Думой.

## Структура и правление
В зависимости от функций и штатов Гострудсберкассы подразделялись на центральные, 1-го разряда, 2-го разряда и агентства сберегательных касс. Деятельностью сберегательных касс города и района руководила центральная сберегательная касса. Во всех союзных и автономных республиках, краях и областях, а также в некоторых наиболее крупных городах имелись управления Гострудсберкасс, которые осуществляли непосредственное руководство деятельностью сберегательных касс, находящихся на территории этой республики, области. Руководило всей системой сберегательных касс Правление Гострудсберкасс СССР.

### Руководители

#### Руководители Гострудсберкасс СССР
- с июля по октябрь 1923 — Пауфлер, Николай Евгеньевич;
- с марта по июль 1925 — Марьясин, Лев Ефимович;
- 1925—1928 — Гольдберг, Самуил Львович;
- 1929—1930 — Аболин Кристап Кристапович.

#### Начальники Гострудсберкасс и госкредита СССР
- 1930—1932 — Лифшиц Михаил Иосифович;
- декабрь 1932 — ноябрь 1933 — Богатин Сергей Романович (с сохранением должности председателя правления Госстраха);
- с февраля по июнь 1935 — Лизарев Алексей Семёнович (временно исполняющий обязанности начальника);
- с июня 1935 по июль 1937 — Озерянский Анатолий Ананьевич;
- 1937—1940 — Солин Василий Васильевич;
- февраль 1940 — июнь 1946 — Дмитричёв Павел Яковлевич;
- 1947—1948 — Оболенский Николай Гаврилович;
- февраль 1948—1960 — Дмитричёв Павел Яковлевич;
- 1960—1972 — Четвериков Пётр Антонович;

#### Руководители системы Гострудсберкасс РСФСР
- 1928 — Сулковский Фёдор Владимирович, начальник главной сберегательной кассы СССР;
- 1928—1929 — Евтушенко Афанасий Васильевич, начальник главкассы СССР;
- 1931—1932 — Дивеев Осман Саидович, начальник управления гострудсберкасс и госкредита СССР;
- 1932 — апрель 1933 — Лебедев Александр Николаевич, исполняющий обязанности начальника управления гострудсберкасс и госкредита СССР;
- 1933—1937 — Каданер Соломон Владимирович, начальник управления гострудсберкасс и госкредита СССР;
- 1937—1939 — Воронцов Иван Арсеньевич, начальник управления гострудсберкасс и госкредита СССР;
- 1939—1943 — Борисовский Сергей Петрович, начальник управления гострудсберкасс и госкредита СССР;
- февраль — сентябрь 1943 — Лисицын Николай Васильевич, начальник управления гострудсберкасс и госкредита СССР;
- 1943—1962 — Лыскович Андрей Андреевич, начальник управления гострудсберкасс и госкредита СССР;
- 1962—1968 — Борисовский Сергей Петрович, начальник управления гострудсберкасс и госкредита СССР;
- Жихарев Павел Иванович (май 1968—1972 — начальник управления гострудсберкасс и госкредита СССР, с 1972 — начальник Российского республиканского Главного управления Гострудсберкасс СССР, член правления Гострудсберкасс СССР, с 1987 — председатель правления Сбербанка СССР).

#### Председатели правления Гострудсберкасс СССР
- 1972—1975 — Четвериков Пётр Антонович;
- 1975—1986 — Рындин, Павел Васильевич;
- декабрь 1986 — февраль 1990 — Бурков Александр Степанович, с августа 1987 года — председатель правления Сбербанка СССР;
- март 1990 — январь 1992 — Хоркин Владимир Алексеевич, председатель правления Сбербанка СССР.

## Статистика
К концу 1940 года в СССР насчитывалось 41,6 тыс. сберегательных касс, в 1970 — 78,3 тыс., 1974 — 79,5 тыс., 1977 — 80,4 тыс..
К концу 1974 года на каждую тысячу человек приходилось в среднем 395 счетов по вкладам, а сумма вкладов в среднем на душу населения составляла 312 руб.; на каждую тысячу человек, получающих доход (работающих, которые были основными вкладчиками сберегательных касс), — соответственно 639 счетов и 504 руб. За 1974 год обороты Гострудсберкасс по вкладам составили: по приходу — 43,2 млрд руб. (в том числе в порядке перечислений из доходов трудящихся 8,5 млрд руб.) и по расходу — 33 млрд руб.